# Sinocnemis yangbingi
Sinocnemis yangbingi – gatunek ważki z rodziny Priscagrionidae. Występuje w Chinach oraz północnym Wietnamie.